# Ősföld

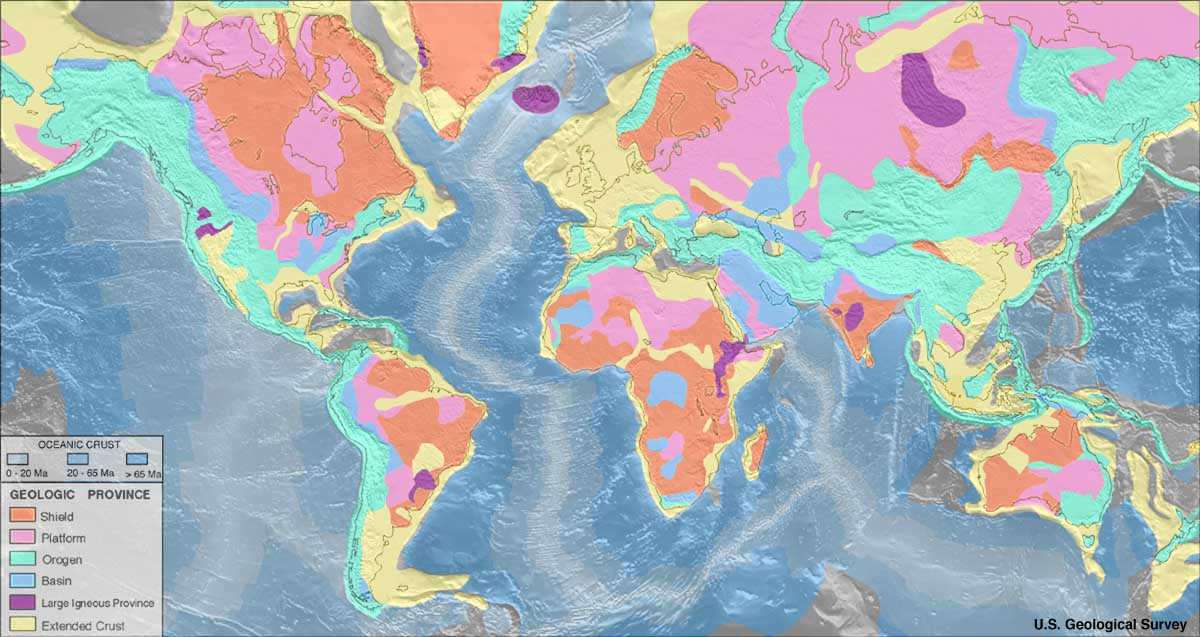
A Föld egyszerűsített geomorfológiai szerkezete. Az ősföldeket a táblák (rózsaszín) és a pajzsok (narancssárga) jelzik.

Az ősföldek, ősmasszívumok vagy kratonok (a kraton jelentése erő, az ógörög κράτος (krátosz) szóból) a Föld kérgének megszilárdult darabjai, a földkéreg ősi, szilárd és megkristályosodott részei. Az ősföldek alkotják a kontinensek magjait. Az évmilliók során a kontinensek mozgása következtében az ősföldek leggyakrabban a tektonikai lemezek belsejében találhatók, így a kontinensek magjait alkotják.
Földünk felszíne egykor izzó, folyékony kőzetanyag volt, ami lehűlés következtében fokozatosan megszilárdult. A keletkező, szilárd kéregdarabokhoz (elsősorban a földtörténeti előidőben, a proterozoikum szakaszában) négy hegységképződési ciklus (Belomoridák, Karelidák, Gothidák, Rifeidák) során további kőzettömegek adódtak, így hozva létre a ma ősföldekként ismert területeket.
Az ősföld alapvetően nem domborzati egység, hanem szerkezeti-földtani (geomorfológiai) fogalom. Így ősföldek egyaránt lehetnek síkságok (pl. a Balti-pajzs jelentős része) és hegységek (pl. a Brazil-felföld részei).
Eredetileg az ősföldek is gyűrt hegységek voltak, de az eltelt évmilliárdok alatt lepusztultak. A mai kontinensek magjait alkotják, hozzájuk gyűrődtek fel a fiatal lánchegységek illetve ezek lepusztulásával a régi röghegységek egy része is hozzájuk kapcsolódott. Az ősföldeket mélységi magmás kőzetek építik fel: leggyakrabban gránit és gabbró illetve kristályos palákból állhatnak. Mivel az ősföld anyaga meglehetősen merev, ezért nem gyűrődik, hanem törik az erőhatások következtében. Ennek köszönhetően nem mindenhol alkot síkságokat, előfordul, hogy utólag kiemelkedett, és ma lépcsős szerkezetű hegyvidékeket találunk az ősföldeken. Előfordult az is, hogy az ősföld megsüllyedt, elöntötte a tenger, és nagy vastagságban üledék rakódott a felszínre.

## Földünk nagyobb ősföldjei

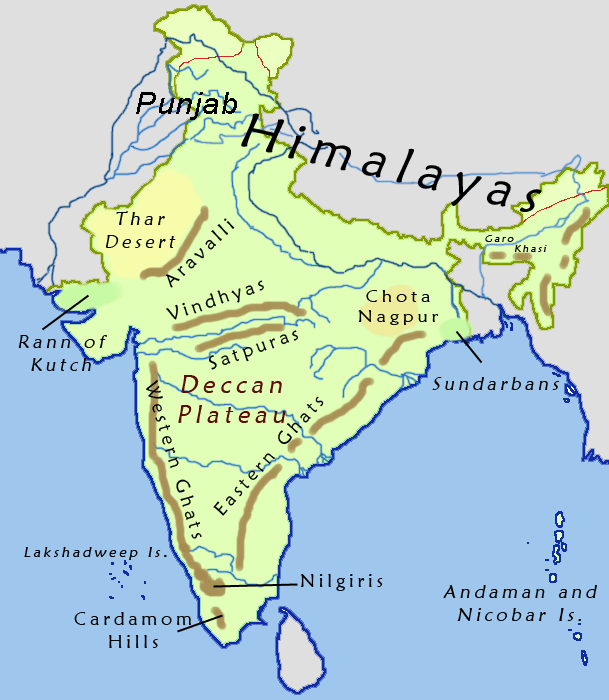
A Dekkán-fennsík Indiában

- Balti-ősföld
- Kanadai-ősföld
- Brazil-hegyvidék
- Guyanai-masszívum
- Nyugat-Ausztrália
- Közép-szibériai-fennsík
- Dél-kínai-hegyvidék
- Dekkán-fennsík
- Arab-tábla
- Afrikai-ősföld

## Az ősföldek típusai
Attól függően, hogy az ősföld eredeti kőzetanyaga a felszínen megfigyelhető-e vagy csak mélyebben található meg – azaz: takarja-e üledék az ősföldet – két fő típust különböztethetünk meg.

### Fedett ősföld
Az ősi kőzettömegek emelkedése és süllyedése alkalmat adott üledékes kőzetek keletkezésére, amelyek felhalmozódva elfedik az eredeti kőzetanyagot. A fedett ősföldeket elsősorban tengeri üledékek borítják, de előfordulnak folyóvíziek is, valamint a jégkori jégtakaró peremén jég által szállított törmelékek is. Az üledékes rétegek által tárolt ásványkincsek elsősorban az üledék korától és típusától függ. Az óidei üledékek elsősorban feketeszenet rejtenek, a közép- és újidő harmadidőszakiak barnaszenet, a legfiatalabb negyedidőszakiak pedig színes és nemesfémeket. Ebbe az ősföldtípusba tartozik például a Kanadai-ősföld déli része, a Balti-pajzs déli része, Nyugat-Ausztrália, Afrika nagy része.

### Fedetlen ősföld
A lepusztulás következtében síkságokat alkot általában, de ezek nem teljesen sík felszínűek, inkább hullámosak. A lepusztulás fő okozója a jégkori jégtakaró volt. Mivel az egykori fiatal lánchegység felső és középső része teljesen lepusztult, ezért felszínre kerültek a hegységek magját alkotó kőzetek. Ezek elsősorban nikkelt, vasat, platinát és krómot tárolhatnak. Ebbe a típusba tartozik a Kanadai-ősföld északi része, valamint a Balti-pajzs északi része.

## Az ősföldek gazdasági haszna
A gyökerükig lepusztult ősmasszívumok területén a mélységi magmás ércek (például vas-, nikkel-, platinaérc) könnyen kiaknázhatók a telepek felszíni vagy felszínközeli helyzete miatt. A fedett ősmasszívumok paleozoikumi üledékes takarója kőszenet, a földtörténet fiatalabb üledékei pedig szénhidrogéneket, kősót, kálisót rejthet.